# Lockie Leonard
Lockie Leonard é uma série televisiva infantil australiana lançada em 19 de junho de 2007, no canal de televisão australiano Nine Network, exibida no Brasil pelo canal Boomerang desde Dezembro de 2008 e exibida em Portugal pelo Panda Biggs desde Março de 2010.
O programa é baseado na série de livros "Lockie Leonard", escritos pelo autor australiano Tim Winton. A série televisiva foi produzido pela Goalpost Pictures Austrália e é distribuído pela Australian Children's Television Foundation. Lockie Leonard foi filmada em Albany, região ocidental da Austrália. A música-tema, "Worlds Away", é interpretada pela banda de rock australiana Jebediah.

## Elenco
- Sean Keenan ...  Lachlan 'Lockie' Leonard
- Rhys Muldoon ... Sarge Leonard
- Briony Williams ... Joy Leonard
- Corey McKernan ... Phillip Leonard
- Clarence John Ryan ... Geoffrey 'Egg' Eggleston
- Gracie Gilbert ... Victoria Anne 'Vicki' Streeton
- Trevor Jamieson ... Rev. Eggleston
- Ella Maddy ... Blob